# Larry Pennell
Larry Pennell (eigentlich Alessandro Pennelli, * 21. Februar 1928 in Uniontown, Pennsylvania; † 28. August 2013) war ein US-amerikanischer Schauspieler.

## Leben
Pennell, dessen Mutter ein Cherokee-Halbblut war, machte zunächst Karriere als Baseballspieler. Seine Teams waren Bluefield Blue-Grays (1948), Modesto Reds (1949), Evansville Braves (1949), Jackson Senators (1950) und Evansville Braves (1953).
Pennells Filmkarriere begann 1955 mit kleinen Rollen. Bekannt wurde er als Fallschirmspringer Ted McKeever neben Ken Curtis in 76 Folgen der von 1961 bis 1963 laufenden Fernsehserie Sprung aus den Wolken (Ripcord). Auf der Kinoleinwand war er in den 1960er-Jahren ausschließlich in europäischen Produktionen zu sehen. So verkörperte er in dem Karl-May-Film Old Surehand 1. Teil 1965 den als „General“ bezeichneten Anführer der Banditen, den Gegenspieler von Old Surehand (Stewart Granger). Danach war er vorwiegend in zahlreichen Fernsehserien zu sehen.
Aufgrund seiner Ähnlichkeit mit dem Schauspieler Clark Gable wurde er wiederholt als dessen Darsteller eingesetzt. Er spielte Gable 1980 in Marilyn Monroe – Eine wahre Geschichte (Marilyn: The Untold Story), 1989 in Ein hundsgemeiner Herzensbrecher (Another Chance) und 1993 in der Folge Goodbye Norma Jean der Serie Zurück in die Vergangenheit (Quantum Leap).

## Filmografie (Auswahl)
- 1955: Sieben Reiter der Rache (Seven Angry Men)
- 1955: Am fernen Horizont (The Far Horizons)
- 1955: Der Hofnarr (The Court Jester)
- 1956: König der Vagabunden (The Vagabond King)
- 1957: Die Teufelskurve (The Devil’s Hairpin)
- 1958: Kinder des Weltraums (The Space Children)
- 1959: Geheimagent des FBI (The FBI Story)
- 1960: Gold in Alaska (The Alaskans, Fernsehserie, Folge 1x31)
- 1960: Im Wilden Westen (Death Valley Days, Fernsehserie, Folge 9x03)
- 1960: Abenteuer im wilden Westen (Zane Grey Theater, Fernsehserie, Folge 5x08)
- 1961: Abenteuer unter Wasser (Sea Hunt, Fernsehserie, Folge 4x26)
- 1961–1963: Sprung aus den Wolken (Ripcord, Fernsehserie, 76 Folgen)
- 1964/1967: Die Leute von der Shiloh Ranch (The Virginian, Fernsehserie, 2 Folgen)
- 1965: Scharfe Schüsse auf Jamaika (A 001: operazione Giamaica)
- 1965: Old Surehand 1. Teil
- 1965–1969: The Beverly Hillbillies (Fernsehserie, 10 Folgen)
- 1967: Big Valley (The Big Valley, Fernsehserie, Folge 2x22)
- 1967: Der Marshall von Cimarron (Cimarron Strip, Fernsehserie, Folge 1x14)
- 1968/1974: Rauchende Colts (Gunsmoke, Fernsehserie, 2 Folgen)
- 1969: Planet der Giganten (Land of the Giants, Fernsehserie, Folge 2x02)
- 1969/1971: Mannix (Fernsehserie, 2 Folgen)
- 1970: Kobra, übernehmen Sie (Mission: Impossible, Fernsehserie, Folge 5x04)
- 1970: Die große weiße Hoffnung (The Great White Hope)
- 1971: Um 9 Uhr geht die Erde unter (City Beneath the Sea) (Fernsehfilm)
- 1971/1974: McMillan & Wife (Fernsehserie, 2 Folgen)
- 1972: Revengers (The Revengers)
- 1972: Ich höre dich, Lassie (Lassie: Joyous Sound, Fernsehfilm)
- 1972–1973: Lassie (Fernsehserie, 21 Folgen)
- 1973/1974: Die Straßen von San Francisco (The Streets of San Francisco, Fernsehserie, 2 Folgen)
- 1976: Helter Skelter – Die Nacht der langen Messer (Helter Skelter)
- 1974: California Cops – Neu im Einsatz (The Rookies, Fernsehserie, Folge 3x01)
- 1976: Die Jäger des Inka Schatzes (Brother, Cry for Me)
- 1976: Schlacht um Midway (Midway)
- 1977: Unsere kleine Farm (Little House on the Prairie, Fernsehserie, Folge 3x21)
- 1978: Mathilda… schlägt alle K.O. (Matilda)
- 1979: Elvis – The King (Elvis, Fernsehfilm)
- 1979: Salvage 1 (Fernsehserie, 4 Folgen)
- 1980: Sam Marlow, Privatdetektiv (The Man with Bogart’s Face)
- 1980: Marilyn Monroe – Eine wahre Geschichte (Marilyn: The Untold Story, Fernsehfilm)
- 1982: Die Hexe – The Witch (Superstition)
- 1982/1986: Magnum (Magnum, P.I., Fernsehserie, 2 Folgen)
- 1983: Metalstorm – Die Vernichtung des Jared-Syn (Metalstorm: The Destruction of Jared-Syn)
- 1987: Hollywood Monster
- 1988: Ein hundsgemeiner Herzensbrecher (Another Chance)
- 1991: Alienkiller (The Borrower)
- 1992: Mr. Baseball
- 1993: Zurück in die Vergangenheit (Quantum Leap, Fernsehserie, Folge 5x18)
- 1994: Dino Kids 2 (Prehysteria! 2)
- 1997: Diagnose: Mord (Diagnosis: Murder, Fernsehserie, Folge 5x06)
- 1997: Palm Beach-Duo (Silk Stalkings, Fernsehserie, Folge 7x11)
- 1999: Die dreizehnte Legende (The Fear: Resurrection)
- 2002: Bubba Ho-Tep
- 2002: Firefly – Der Aufbruch der Serenity (Firefly, Fernsehserie, Folge 1x06 Das Duell)
- 2011: The Passing